# معجم الألفاظ المحكية في البلاد العربية (كتاب)
«معجم الألفاظ المحكية في البلاد العربية» من تأليف عبد الكريم عيد الحشاش، طبع في مكتبة الأقصى بدمشق عام 2007م مقاس 21× 14، وصفحات الكتاب 304 صفحات، وصمم الغلاف المهندس جمال الأبطح.

## هذا الكتاب
لقد صنّف الكاتب العديد من كتب التراث الشعبي من أمثال وأشعار وخرافات وأزجال وغناء وقضاء عرفي، وصنّف فيما يخصّ الإبل والأعشاب والتداوي بها، كما كتب المقالات العديدة في المجلات المتخصصة في المأثورات الشعبية، واشترك في محاضرات وندوات متنوّعة، فأصبح لديه كمّ هائل من الألفاظ المطروقة، فعمد إلى تدوين هذه الألفاظ المسموعة المتداولة في اللهجات المحكية، فوجد منها ما هو عربي فصيح، ولكن الكتاب والشعراء والصحافيين يظنونه عامياً فابتعدوا عنه، فنفض عنه الكاتب الغبار، وأبرزه للتداول وشرح معناه، وهناك ألفاظ أصلها من اللغات الأخرى، فمنها ما أصله فارسي أو كردي أو تركي، وظلّ مستخدماً في اللهجات المحكية، ومن الألفاظ ما تسرّب إلى العربية من لغات الاستعمار الحديث كالإنجليزية والفرنسية والإيطالية.

### أمثلة
ولقد لاحظ الكاتب أنّ بعض الألفاظ كانت عربية خالصة ثمّ استعملها الآخرون ثمّ عادت إلى العربية محرّفة، فمثلاً كلمة «حوض» العربية أخذها الأتراك فلفظوها: «حاوظ» بلفظ الظاء زاياً مفخّمة، وتلقفها العرب بإضافة مسحة عليها لتناسب اللسان العربي فتحوّلت إلى: «حاووز»، ولفظة «حبل» العربية حوّلها الإسبان إلى «كبل» أو «كيبل» وعادت إلينا واستخدمناها بلفظها الجديد، وجمعناها على «كبلات» مع أنّ الفعل كبّل بمعنى قيّد مذكور في كتب اللغة العربية.

### القاف والجيم
وتطرّق الكاتب إلى كيفية لفظ الحروف كالقاف والجيم في الأقطار العربية، وما طرأ عليها من تغيير، فالجيم المصرية أصلها جيم يمنيّة، انتقلت من الفاتحين اليمانيين الذين رافقوا عمرو بن العاص إلى مصر، ولفظها لفظ g الإنجليزية من كلمت get، وتلفظ الجيم شيناً أو قريباً منها فتلفظ كلمة «وجه»: «وش» في مصر وبعض بلاد الشام، وكلمة «زوج» تلفظ «زوز» في أقطار كثيرة وأحياناً «جوز» بتأخير الزاي وتقديم الجيم.

### توسع
إنّ محاولات تسقّط الألفاظ المحكية في الأقطار العربية اهتمّت بتتبّع الألفاظ الأجنبية الوافدة التي ما زالت حية في لغاتها الأصلية، وربّما لحق بحروفها شيء من التغيير الطفيف، ولكن هذا لا يبعدها عن مصادرها، وأغلب هذه المحاولات كانت مغرقة في المحلية أي في منطقة محددة كقاموس اللهجة العامية في السودان، واللهجة اليمنية، ومعجم الألفاظ العامية في دولة الإمارات العربية، وتعد محاولة الكاتب هذه الأولى لاشتمالها على معظم أرجاء الوطن العربي، وهي قابلة للتوسّع أكثر.
فهذه الكتابة الأولى لهذا البحث، وكلّ يوم يعثر المرء على المزيد من الألفاظ التي ينبغي تدوينها، ويجب أن يكون التركيز في أطراف البلاد العربية متساوياً مع المركز، وهذا لا يغني عن وجود معاجم متخصصة في الأعشاب أو الحِرَف أو الأماكن أو أسماء القبائل، وكان الاهتمام منصباً على إثراء اللغة بالغوص في المناطق المغلقة للعثور على ألفاظ عربية قد أغفلت، وتعاد إليها الحياة، وتوضع قيد التداول.